# Jean-Marc Longval
Jean-Marc Longval est un réalisateur et acteur français de cinéma, né le 12 juin 1957. Il est également auteur de théâtre, notamment pour des one-man-shows (Smaïn).

## Filmographie

### Réalisateur
- 1987 : Numéro spécial, court-métrage avec Patrick Bouchitey et Valérie Steffen
- 1989 : J'aurais jamais dû croiser son regard, avec Smaïn, Marius Colucci et Nathalie Cardone
- 1996 : Les Deux Papas et la Maman, avec Smaïn, Arielle Dombasle et Antoine de Caunes
- 1997 : Famille nombreuse, court-métrage avec Zabou Breitman
- 1999 : Recto/Verso, avec Smaïn, Michel Muller et Linda Hardy
- 2009 : Fiel, mes voisins ! (TV, 2009), avec Francis Ginibre, Éric Carrière

### Acteur
- 1977 : Marche pas sur mes lacets de Max Pécas
- 1978 : Embraye bidasse, ça fume de Max Pécas
- 1982 : Les Chômeurs en folie de Georges Cachoux
- 1992 : À la vitesse d'un cheval au galop de Fabien Onteniente avec Yves Afonso

## Théâtre
- Auteur de L'Homme en peluche, créée en 1984, au Théâtre du Lucernaire, à Paris
- Metteur en scène de Vacances d'Enfer, créée en 2010, au Festival d'Avignon, avec les "Chevaliers du Fiel"
- Coauteur avec Éric Carrière de Réactions en chaîne, créée en 2011, avec Smaïn, Cyrielle Clair, Xavier Letourneur, Éric Collado

## Publications
- Je reviens me chercher, avec Smaïn, Editions Michel Lafon
- La Belle vie de Sébastien, avec Mehdi, Editions Michel Lafon
- Supercap, avec Olivier James, Amazon